# Trillions
«Trillions» es una canción de la cantante y compositora estadounidense Alicia Keys con el cantante estadounidense Brent Faiyaz. La canción fue lanzada como sencillo de Keys II (2022), que es una reedición de su octavo álbum de estudio Keys (2021). La canción es una versión reelaborada de la canción «Billions» del mismo álbum.

## Antecedentes y lanzamiento
El 13 de junio, en medio de su gira Alicia + Keys World Tour, Keys anunció que lanzará Keys II, una edición de lujo de su octavo álbum de estudio Keys (2021) el 12 de agosto de 2022. «Trillions» fue una de las nuevas canciones del álbum junto con otras tres canciones. El tema es una canción de R&B y fue escrita por Keys, Abraham Orellana y Christopher Wood y producida por Faiyaz y Jordan Ware. La canción marca una segunda colaboración entre Keys y Faiyaz, ya que Keys apareció por primera vez en la canción de Faiyaz «Ghetto Gatsby» de su álbum Wasteland (2022).
En Estados Unidos, «Trillions» se lanzó a la radio de R&B el 23 de agosto de 2022. La edición de radio de la canción se lanzó el 27 de septiembre de 2022.

## Recepción crítica
Jordan Farville de The Fader escribió que en la canción «Keys está más que feliz de nadar en su jodida sopa de canturreo de cachemira» y agregó que la canción «podría ser fácilmente una cara B del nuevo álbum Wasteland de Faiyaz». En ThatGrapeJuice se llamó a la canción «pegadiza» y escribió que en el coro de la canción, Keys «canta suave»: «Soy una entre mil millones/tú eres uno entre mil millones/Tenemos uno entre mil millones». Hayley Hynes de HotNewHipHop comentó que mientras Faiyaz canta «Alguien, alguien que pueda tratarte bien/Alguien que pueda cambiar tu vida/Dime dónde te escondes/Te prometo que te encontraré, lo haré, de verdad», agrega que «un poco de canto suave propio» a la canción.
Según Christina Le Sirena del sitio web Artist Unlocked, la canción contiene letras «edificantes y alentadoras», mientras que «a parte de Faiyaz en la canción solo agrega más vida a la ya fructífera canción». Según Jon Powell de Revolt, la canción es una «oda tanto al amor por los demás como al amor por uno mismo».   

## Video musical
Keys lanzó el video musical de la canción el 12 de agosto de 2022. El video fue dirigido por Bobby Banks y Ramón Rivas. Keithan Samuels de Rated R&B escribió que «La imagen colorida encuentra a Keys y Faiyaz en una habitación, amueblada solo con un piano de cola, vibrando con su colaboración». Paul Duong de Rap Radar escribió que en el video, Keys y Faiyaz están «encerrados dentro de un estudio al lado de un piano de cola y disfrutando bajo varios colores de luces». Jordan Farville de The Fader comentó que su «química creativa es evidente y transmite el video musical a pesar de sus efectos visuales relativamente anodinos».

## Lista de canciones
- Descarga digital[5]

1. «Trillions» (Radio Edit) con Brent Faiyaz – 2:28

- Descarga digital[14]

1. «Trillions» (Radio Edit - Explicit) con Brent Faiyaz – 2:28

- Descarga digital[15]

1. «Trillions» (Versión álbum) con Brent Faiyaz – 2:53

## Posicionamiento en las listas
| Listas (2022-2023)                   | Mejor posición |
| ------------------------------------ | -------------- |
| Estados Unidos (R&B/Hip-Hop Airplay) | 8              |

## Historial de lanzamiento
| País           | Fecha                    | Formato   | Discográfica | Versión | Ref   |
| -------------- | ------------------------ | --------- | ------------ | ------- | ----- |
| Estados Unidos | 23 de agosto de 2022     | R&B radio | Original     | RCA     | [ 7 ] |
| Varios         | 27 de septiembre de 2022 | Streaming | Radio edit   | RCA     | [ 8 ] |